# L'Instinct paternel
L'Instinct paternel (Labor Pains) est le cinquième épisode de la vingt-cinquième saison de la série télévisée Les Simpson et le 535e épisode de la série. Il est sorti en première sur la chaîne américaine Fox le 17 novembre 2013.

## Synopsis
Homer aide Gretchen, une mère à accoucher d'un bébé dans un ascenseur. En reconnaissance, Gretchen (jouée dans la version anglaise par Elisabeth Moss) appelle le nouveau-né Homer. Par la suite, Homer néglige le poker avec ses amis pour aller rendre visite à Homer junior pour lequel il développe une certaine affection. Pendant ce temps, Lisa aide l'équipe de pom-pom girls locale à obtenir de meilleurs salaires et de meilleures conditions de travail.

## Réception
Lors de sa première diffusion l'épisode a attiré 4,08 millions de téléspectateurs.